# 山本湧
山本 湧（やまもと ゆう、1992年9月9日 - ）は、日本の元男子バレーボール選手。

## 来歴
東京都東大和市出身。バレーボールをやっていた姉の影響で、10歳からバレーボールを始める。
東亜学園高校3年時、第63回全日本バレーボール高等学校選手権大会で優勝、大会最優秀選手に選ばれた。ツーアタックやブロックで、自らも積極的に得点を奪う攻撃型のセッターとして活躍。
2011年、専修大学商学部へ進学。4年時にはキャプテンを務め、東日本インカレに於いて優勝。
2014年10月、Vプレミアリーグ・サントリーサンバーズが山本の入団を発表した。
2015年11月15日、ジェイテクトSTINGS戦に途中出場しVリーグデビューを果たした。
2020年3月10日、勇退。

## 人物
- 2018年4月に入籍、翌年9月8日に結婚式を行った[6]。

## 所属チーム
- 武蔵村山市立雷塚小学校
- 武蔵村山市立第四中学校
- 東亜学園高等学校（2008-2011）
- 専修大学（2011-2014年）
- サントリーサンバーズ（2015-2020年）